# Alaimo
La nobile famiglia Alaimo, o Alajmo, è di origine aragonese, trasferita in Sicilia nel 1197, anno della reggenza di Costanza d'Altavilla per il piccolo re Federico di Svevia. La stirpe fiorì nel tempo con alcuni rami rappresentati da distinti personaggi in diversi settori.

## Storia
Alaimo è un patronimico medievale derivante dall'alemanno Haimo, Heimo: la base è il termine germanico Heim, cioè patria o casa, secondo lo scrittore Giovanni Vezzelli.

Il capostipite Roberto, pertanto, giunse a Palermo perché attratto dal vivace e laborioso modo di vivere che si conduceva nel regno di Sicilia, in cui i cristiani coabitavano senza problemi con i musulmani: la sua esistenza, infatti, gravitò inizialmente nelle privilegiate sfere straniere della corte del Palazzo dei Normanni. Esercitò la sua attività durante il regno di Federico II e della consorte Costanza d'Aragona occupando una dignitosa posizione nei ranghi politico-amministrativi, in quanto nobile; la successiva parentela, tramite i congiunti della moglie, con facoltose ed influenti famiglie dell'isola, contribuì a consolidare il suo posto nella società e l'identificazione con i siciliani. Nella corte palermitana fu alunno dell'infante Saverio, figlio naturale del sovrano.
I discendenti dell'aragonese fissarono inizialmente la residenza a Lentini: linee collaterali, in seguito, si stabilirono a Malta (dove, secondo lo storico Abela, un Giovanni ricoprì la carica di governatore), a Messina, a Siracusa e a Sommatino. I titoli di cui si fregiarono gli Alaimo, secondo i rami, furono quelli di conti, marchesi (conferiti dai re aragonesi di Sicilia, poi di Spagna e Napoli), baroni e di cavalieri ereditari (rango abbastanza raro, concesso a poche persone - soprattutto ai maschi - nel periodo in cui una parte della penisola italiana era sotto la dominazione degli Asburgo, e la Sicilia lo fu dal 1720 al 1734, sottomessa per quattordici anni al Sacro Romano Impero).
Lo scudo dei marchesi Alaimo era illustrato nel seguente modo:
L'arme dei cavalieri ereditari veniva, invece, così descritta:
Un significativo esponente della stirpe fu Marco Antonio (1590-1662): si distinse nel campo specifico della nascente scienza e della cultura, in qualità di rinomato medico e di filosofo. La medicina, allora, non era ancora una scienza, bensì una pratica oscura e misteriosa, legata alla magia, all'astrologia, all'alchimia e alla superstizione. Molti medici svolgevano anche l'attività di speziali: preparavano, cioè, i medicinali, sapevano imbalsamare i cadaveri e, al contempo, confezionare creme di bellezza e ottimi dolci. Nella sua spezieria palermitana il dottor Marco Antonio, aiutato dal fratello Vincenzo, produceva pure essenze profumate con ricette tunisine e scriveva almanacchi, molto apprezzati da chi lavorava nei campi. Fece, infine, timidi tentativi per l'evoluzione della disciplina e, infatti, il suo nome è legato alla fondazione (1621) in Palermo dell'Accademia delle Scienze Mediche che contribuì a perfezionare.
Del ramo di Lentini e Siracusa si può ricordare Manfredo Alaimo de Chabica, signore dell'omonimo feudo, da lui ereditato regolarmente in quanto figlio legittimo di Gaino Aprucio. Un altro Alaimo ebbe il merito di onorare la famiglia nell'ambiente ecclesiastico dell'isola: fra Adinolfo, arcidiacono del duomo di Catania, nel 1394.
Dal XVII al XXI secolo si rammentano le seguenti personalità della casata: Domenico, filosofo e letterato, vissuto nella Sicilia secentesca, che, nelle sue opere, condannò la seconda scolastica (pensiero filosofico teologico cattolico, caratterizzato dal trionfo del tomismo), propugnando il concetto di fisica atomistica, basato sullo studio della struttura degli atomi e i loro livelli di energia; Lorenzo, attivo nel primo Novecento, versatile pittore di carretti siciliani, con bottega in Bagheria, nell'ambito della scuola dei Ducato Carrozza; Giuseppe (1924-1993), giornalista e scrittore specializzato nel settore del mistero e della parapsicologia; Roberto (1959-), giornalista e prolifico drammaturgo; Simone (1950-), basso-baritono tra i più affermati; Steve (1939-), appartenente ai rami di Rochester e Miami (dove emigrarono gli avi), conosciuto cantante di pop singer negli anni sessanta; e anche Marc (1942-), attore famoso soprattutto per i suoi ruoli nel film Star Trek. Diversi esponenti degli Alaimo, tutti originari dal ceppo comune, lasciarono dunque la Sicilia, in genere per motivazioni inerenti ad attività lavorative, (nell'isola se ne contano più di mille, soprattutto nei territori di Palermo, Agrigento, Caltanissetta) e si stabilirono specialmente a Milano, ma pure all'estero (New York, Miami, Rochester).
Si possono citare ancora i seguenti Alaimo: Giuseppe, dottore, filosofo, sacerdote del XVII secolo; Francesco, scultore del Settecento; un membro della famiglia, infine, era barone di Mozia, isoletta posizionata di fronte alla costa occidentale presso Marsala.

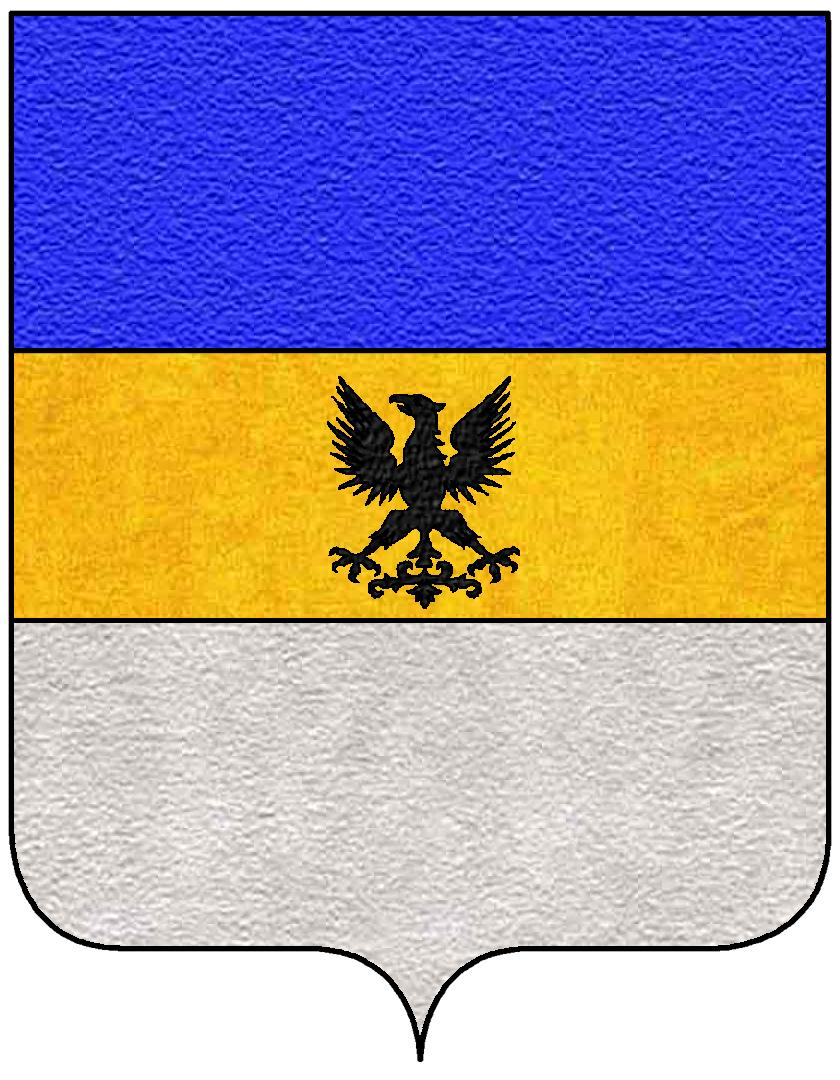
Lo stemma con l'aquila nera
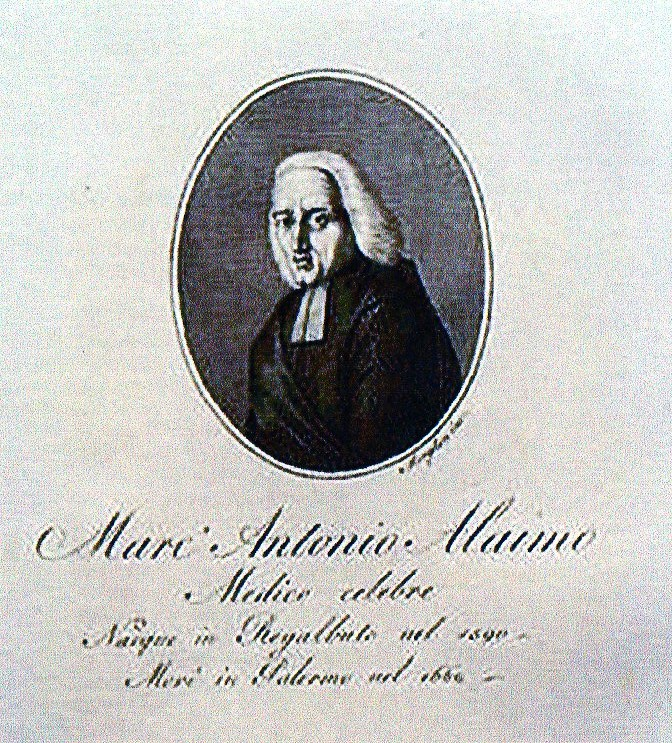
Il medico Marco Antonio Alaimo
Lo scrittore Giuseppe Alaimo
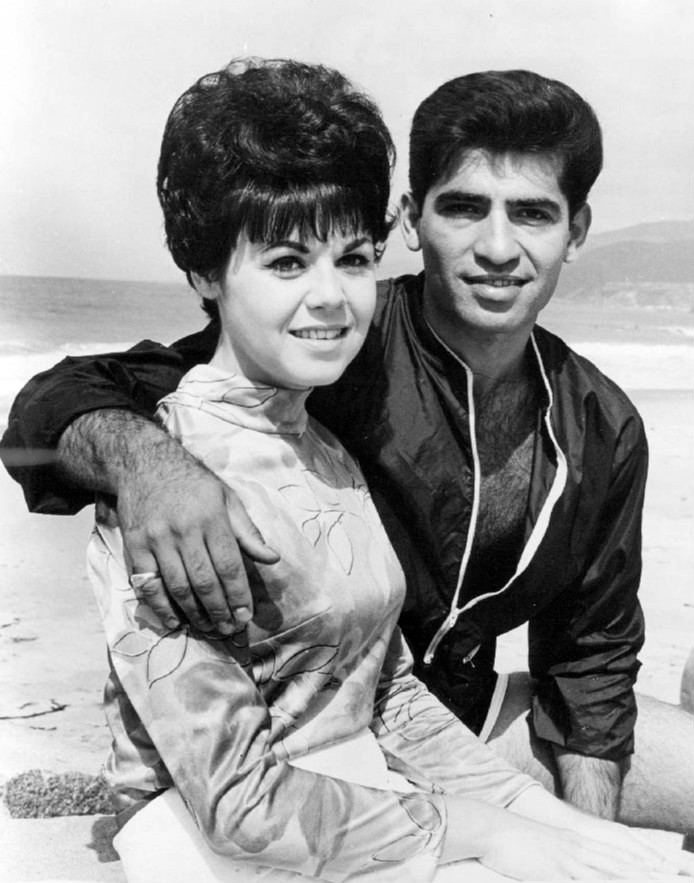
Il cantante Steve Alaimo
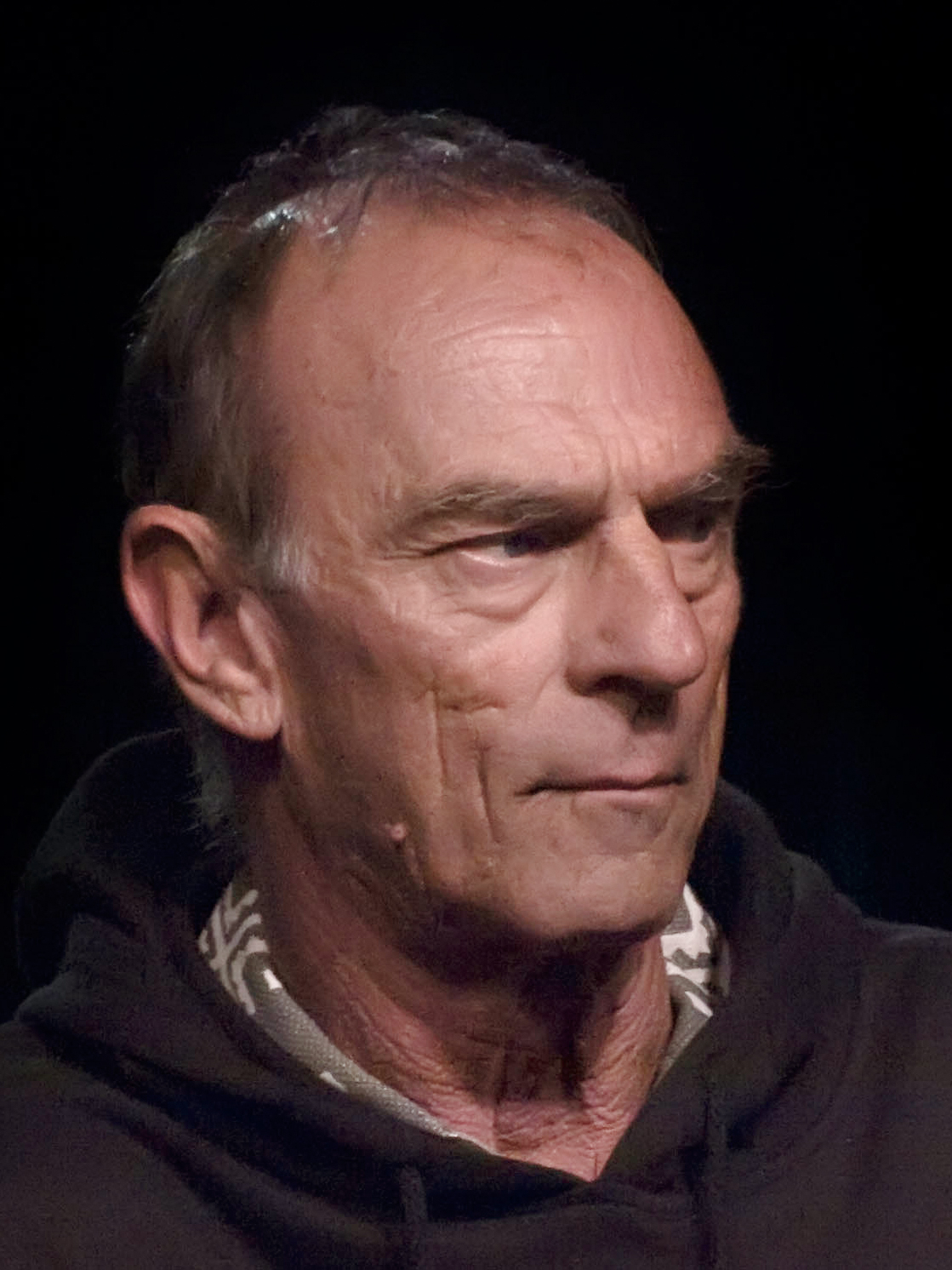
L'attore Marc Alaimo